# 뮌헨 오페라 페스티벌
뮌헨 오페라 페스티벌은 독일 뮌헨에서 열리는 축제이다. 매년 6월 말부터 7월에 개최되며 매년 약 30여편 이상의 오페라 공연을 한다.

## 페스티벌의 역사
뮌헨 오페라 페스티벌의 시초는 카를 폰 페어팔이라는 궁정 음악감독이 1875년 처음 시작한 오페라 페스티벌이다. 전쟁으로 인해 1915~1918년, 그리고 1940~1949년에 개최하지 못한 것을 제외하곤 매년 꾸준히 개최하고 있다.

## 바이에른 국립 극장

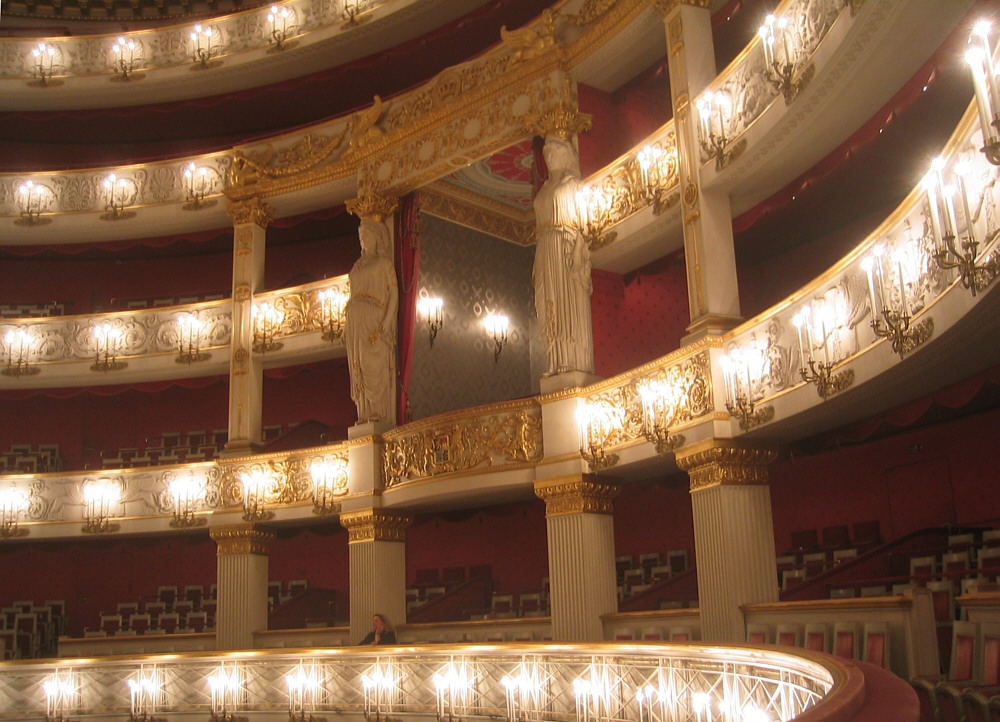
바이에른 국립 극장의 내부

뮌헨 오페라 페스티벌은 다른 오페라 페스티벌들이 유명한 휴양지나 의미있는 유적지, 축제극장등의 페스티벌을 위한 특별한 장소를 사용하는 것과는 달리 특별한 장소가 아닌 상시로 오페라 공연이 펼쳐지는 바이에른 국립 극장이었던 뮌헨 국립 극장을 이용한다. 이로 인해 여타 다른 페스티벌에 비해 축제 분위기는 다르지만 매우 진지하며 높은 수준의 오페라를 관객들에게 제공하고 있다. 뮌헨 오페라 페스티벌의 중심은 이 바이에른 국립 극장으로, 뮌헨 오페라 페스티벌 뿐만이 아니라 다른 여러 공연 또한 상영한다. 바이에른 국립 오페라단 공연 무대인 국립극장은 1818년 막스 폰 페텐코퍼의 명으로 카를 폰 피셔가 건축하면서 그 역사가 시작된다. 건축 당시는 왕립 국립 극장으로서 파리의 오데옹 극장을 모방한 것이었다. 1864년 바이에른 왕 루트비히 2세가 즉위하자마자 16세 때 보고 감동받은 〈로엔그린〉의 작곡자 리하르트 바그너의 행방을 찾았다고 한다. 그래서 슈투트가르트에 있던 바그너를 불러, 한스 폰 뷜러(Hans von Buelow, 1830~1894)의 지휘로 〈트리스탄과 이졸레〉(1865), 〈뉘른베르크의 명가수〉(1868)를 초연하도록 했다. 뮌헨 오페라 페스티벌의 주 상영지답게 페스티벌에 대한 문의는 이 바이에른 국립 극장에 하면 된다. 더 이상의 자세한 내용은 항목 참조.

## 오페라의 내용
뮌헨 오페라 페스티벌은 축제를 위한 새로운 오페라를 제공하는 것이 아니라 지난 시즌, 즉 지난해 가을부터 그해 봄까지의 오페라와 발레 중 역사적으로 가치가 있고, 관객들에게 인기 있었던 오페라를 공연한다. 국립 오페라 극장의 한 시즌을 총정리 하는 무대라고 볼 수 있다. 오페라 페스티벌답게 매일 1,2회의 오페라가 공연되며, 이와 함께 유명 성악가의 리사이틀이나 콘서트 등이 함께 펼쳐진다.

## 근황
최근에는 퓨전 공연을 선보이거나 유명인들이 직접 악기를 연주해보는 시간을 갖는 등 관중과의 소통과 재미를 위해 힘쓰고 있다. 특히 개막 공연과 인기있는 공연들은 막스 요셉 플라츠 광장에 대형 스크린을 설치해서 실시간으로 중계해주기도 한다.